# Pied-noir (langue)
Ne doit pas être confondu avec Pieds-Noirs.
Pour les articles homonymes, voir Pieds-Noirs (homonymie) et Blackfoot.
Le pied-noir, aussi appelé blackfoot, siksika ou pikanii (autonyme : Siksiká /sik͡siká/) est une langue algonquienne des Plaines, parlée au Canada, dans le Sud de l'Alberta et aux États-Unis, dans le Nord-Ouest du Montana.
Selon le recensement de la population du Canada de 2021, le pied-noir est la langue maternelle de 4 865 personnes.

## Répartition géographique
Le pied-noir est parlé dans quatre réserves. En Alberta, la réserve Blackfoot (en pied-noir, Siksika), à une centaine de kilomètres au Sud-Est de Calgary, la réserve des Blood (Kainaa) et celle des Peigan (Apatohsipiikani). Aux États-Unis se trouve la réserve de Blackfeet (Amskaapipiikani), au Nord-Ouest du Montana.

## Phonologie
Les tableaux présentent les phonèmes du blackfoot, les voyelles et les consonnes.

### Voyelles
|         | Antérieure    | Centrale      | Postérieure   |
| ------- | ------------- | ------------- | ------------- |
| Fermée  | i [i] ii [iː] |               |               |
| Moyenne |               |               | o [o] oo [oː] |
| Ouverte |               | a [a] aa [aː] |               |

### Consonnes
|              | Bilabiale | Dentale | Palatale | Vélaire | Glottale |
| ------------ | --------- | ------- | -------- | ------- | -------- |
| Occlusive    | p [p]     | t [t]   |          | k [k]   | ʾ [ʔ]    |
| Fricative    |           | s [s]   |          | h [ x]  |          |
| Nasale       | m [m]     | n [n]   |          |         |          |
| Semi-voyelle | w [w]     |         | y [ j]   |         |          |

- L'inventaire des consonnes du pied-noir est très réduit, cependant il existe des allophones :

La fricative h [x] est réalisée [ç] quand elle est précédée par [i] : ihkitsíka - sept .
Les consonnes simples s'opposent aux consonnes longues : isstoána - couteau ; kakkóówa - pigeon ; nitáókskaʾsspinnaan - nous courrons.